# Gaastmeer
Gaastmeer (en frison : De Gaastmar) est un village de la commune néerlandaise de Súdwest Fryslân, situé dans la province de Frise.

## Géographie
Le village est situé dans l'ouest de la province de Frise, à 10 km au sud-ouest de la ville de Sneek.

## Histoire
Gaastmeer fait partie de la commune de Wymbritseradiel jusqu'au 1er janvier 2011, où celle-ci est supprimée et fusionnée avec Bolsward, Nijefurd, Sneek et Wûnseradiel pour former la nouvelle commune de Súdwest-Fryslân.

## Galerie

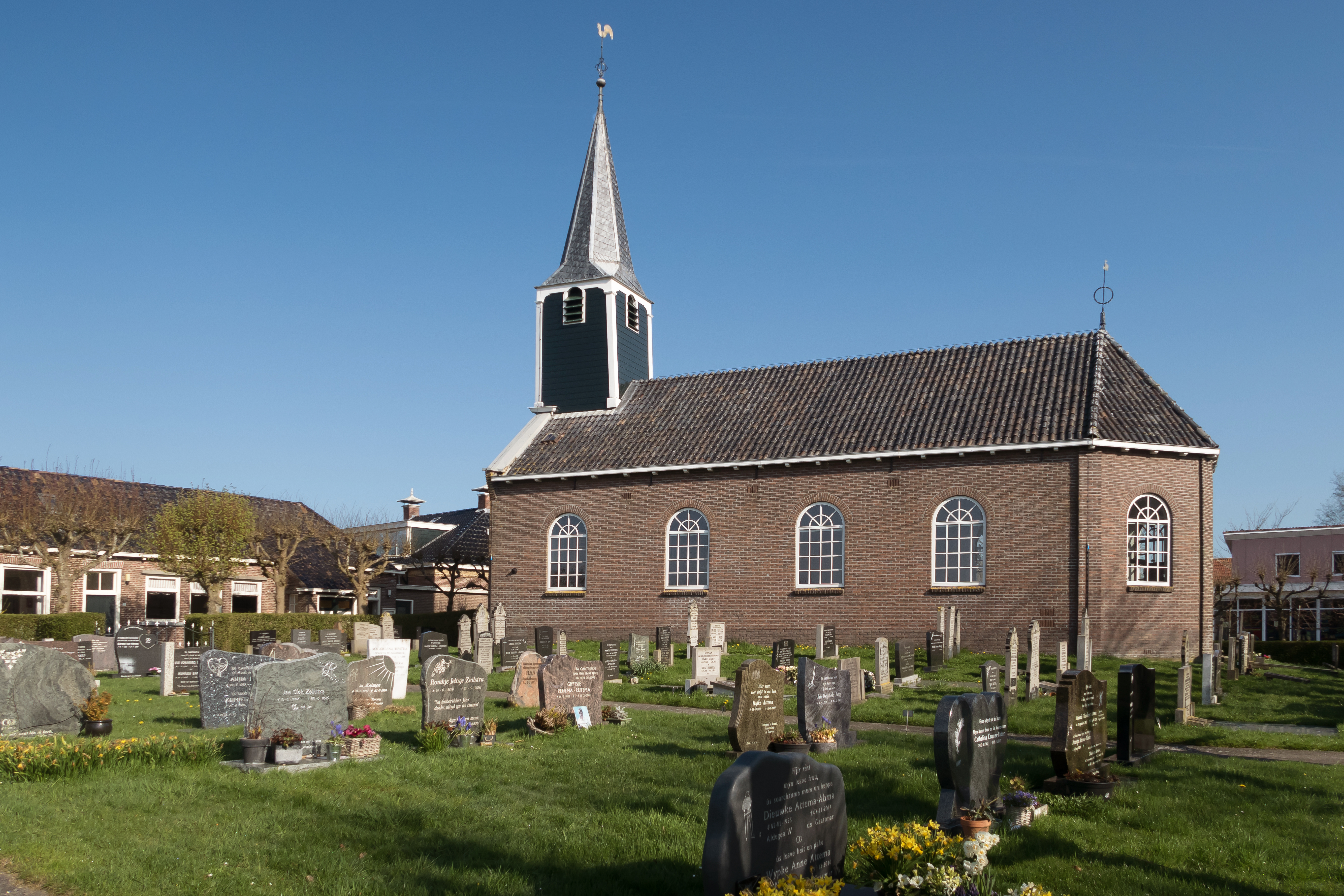
L'église protestante Pieltsjerke
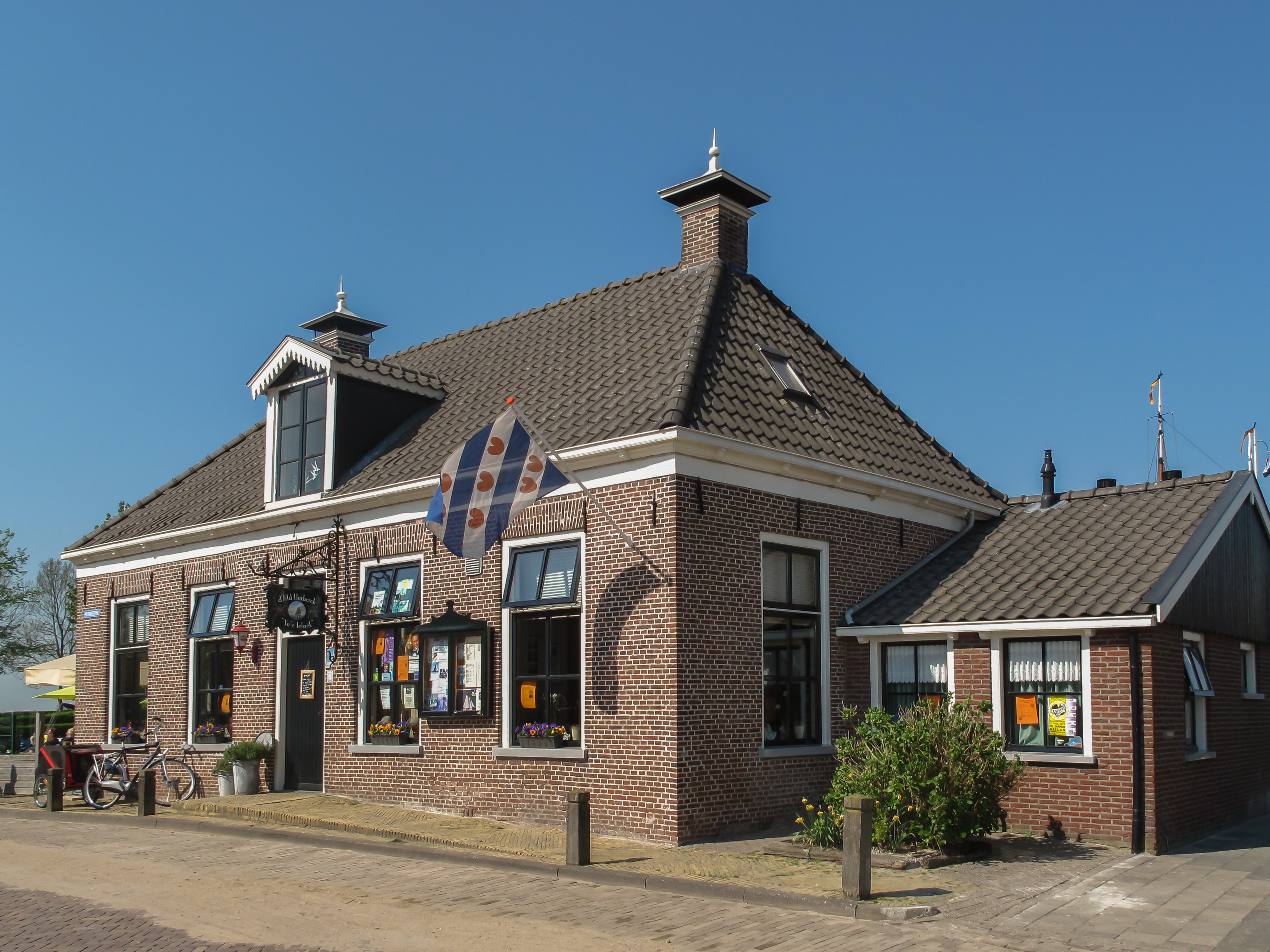
Un bâtiment classé
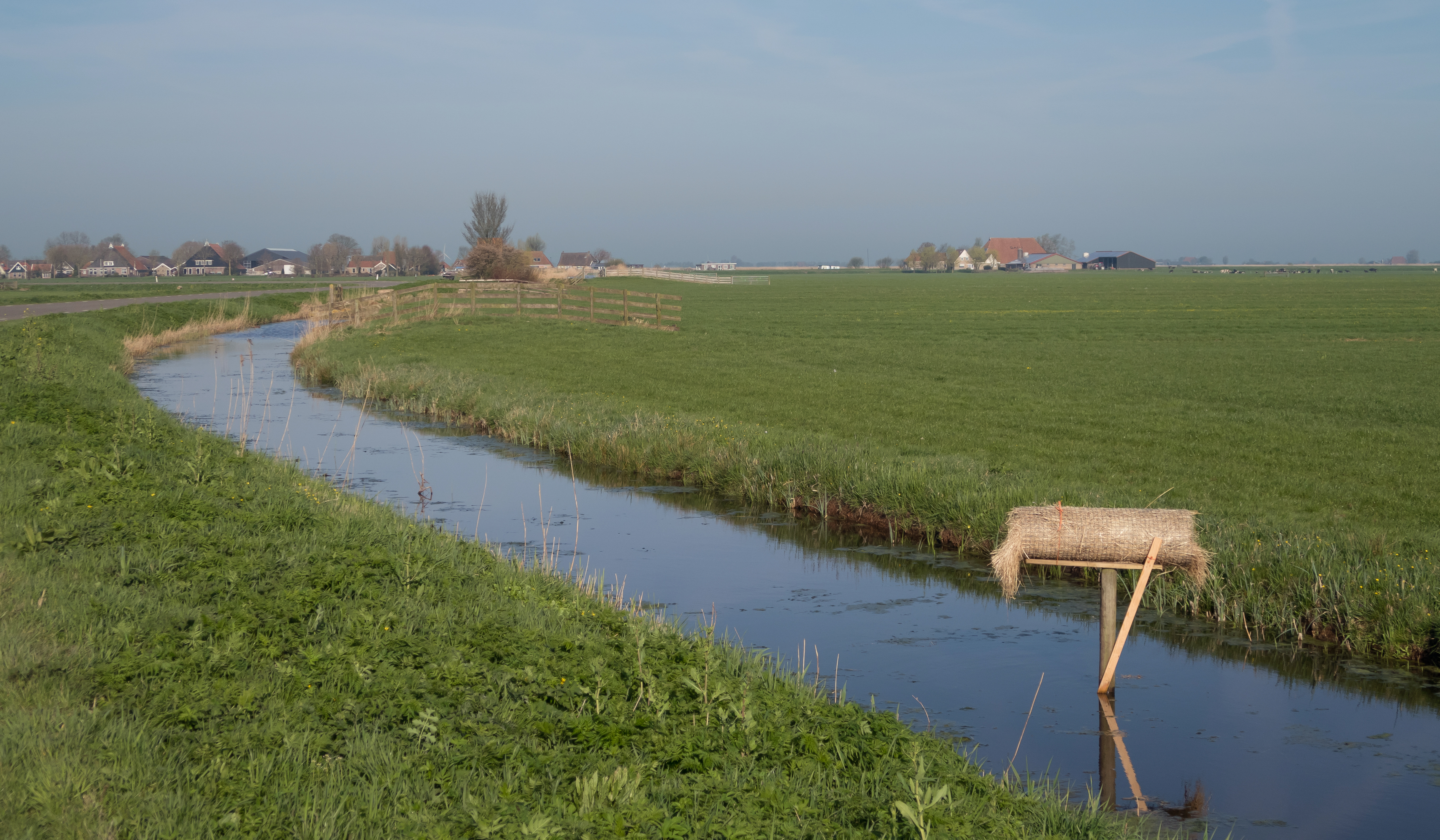
Le fossé dans le paysage de polders près du village

## Démographie
Le 1er janvier 2017, le village comptait 295 habitants.